# Дитхардт
Дитхардт (нем. Diethardt) — община в Германии, в земле Рейнланд-Пфальц. 
Входит в состав района Рейн-Лан. Подчиняется управлению Настеттен.  Население составляет 252 человека (на 31 декабря 2010 года). Занимает площадь 4,42 км².
Коммуна подразделяется на 2 сельских округа.